# فاتح تریم
فاتح تریم (ترکی استانبولی: Fatih Terim؛ زاده ۴ سپتامبر ۱۹۵۳ میلادی) بازیکن سابق فوتبال و مربی فوتبال اهل ترکیه است.

## آمار مربی‌گری
| تیم              | ملیت    | از    | تا    | آمار | آمار | آمار  | آمار | آمار |
| تیم              | ملیت    | از    | تا    | بازی | برد  | مساوی | باخت | ٪برد |
| ---------------- | ------- | ----- | ----- | ---- | ---- | ----- | ---- | ---- |
| آنکاراگوچو       | ترکیه   | ۱۹۸۷  | ۱۹۸۹  | ۸۲   | ۳۴   | ۲۳    | ۲۵   | ۰۴۱  |
| گؤزتپه           | ترکیه   | ۱۹۸۹  | ۱۹۹۰  | ۳۲   | ۱۸   | ۹     | ۵    | ۰۵۶  |
| زیر ۲۱ سال ترکیه | ترکیه   | ۱۹۹۰  | ۱۹۹۳  | ۲۵   | ۱۳   | ۴     | ۸    | ۰۵۲  |
| ترکیه            | ترکیه   | ۱۹۹۳  | ۱۹۹۶  | ۳۴   | ۱۷   | ۸     | ۹    | ۰۵۰  |
| گالاتاسرای       | ترکیه   | ۱۹۹۶  | ۲۰۰۰  | ۱۹۵  | ۱۲۷  | ۴۴    | ۲۴   | ۰۶۵  |
| فیورنتینا        | ایتالیا | ۲۰۰۰  | ۲۰۰۱  | ۲۳   | ۱۰   | ۹     | ۴    | ۰۴۳  |
| آ.ث میلان        | ایتالیا | ۲۰۰۱  | ۲۰۰۱  | ۱۳   | ۸    | ۳     | ۲    | ۰۶۲  |
| گالاتاسرای       | ترکیه   | ۲۰۰۲  | ۲۰۰۴  | ۸۳   | ۴۳   | ۱۶    | ۲۴   | ۰۵۲  |
| ترکیه            | ترکیه   | ۲۰۰۵  | ۲۰۰۹  | ۵۸   | ۲۶   | ۱۸    | ۱۴   | ۰۴۵  |
| گالاتاسرای       | ترکیه   | ۲۰۱۱  | ۲۰۱۳  | ۹۶   | ۵۷   | ۲۴    | ۱۵   | ۰۵۹  |
| ترکیه            | ترکیه   | ۲۰۱۳  | ۲۰۱۷  | ۴۴   | ۲۷   | ۸     | ۹    | ۰۶۱  |
| مجموع            | مجموع   | مجموع | مجموع | ۶۹۳  | ۳۸۳  | ۱۶۸   | ۱۴۲  | ۰۵۵  |

## افتخارات

### بازیکن
گالاتاسرای
جام حذفی ترکیه: ۷۶–۱۹۷۵ , ۸۲–۱۹۸۱ , ۸۵–۱۹۸۴
سوپرجام ترکیه: ۱۹۸۲

### مربی
زیر ۲۱ سال ترکیه
بازی های مدیترانه: ۱۹۹۳

## تیم ملی ترکیه
نیمه نهایی جام ملت های اروپا: ۲۰۰۸

## گالاتاسرای
جام یوفا: ۰۰–۱۹۹۹
سوپر لیگ ترکیه(۸): ۹۷–۱۹۹۶ , ۹۸–۱۹۹۷ , ۹۹–۱۹۹۸ ,
۰۰–۱۹۹۹ , ۱۲–۲۰۱۱ , ۱۳–۲۰۱۱ , ۱۸–۲۰۱۷ , ۱۹–۲۰۱۸
جام حذفی ترکیه(۳): ۹۹–۱۹۹۸ , ۰۰–۱۹۹۹ , ۱۹–۲۰۱۸
سوپرجام ترکیه(۵): ۱۹۹۶ , ۱۹۹۷ , ۲۰۱۲ , ۲۰۱۳ , ۲۰۱۹